# Vinderei
Vinderei is een Roemeense gemeente in het district Vaslui.
Vinderei telt 4648 inwoners.